# Serge Leclaire
Pour les articles homonymes, voir Serge et Leclaire.
Serge Leclaire né Liebschutz le 6 juillet 1924 à Strasbourg et mort le 8 août 1994 à Argentière, en Haute-Savoie, est un psychiatre et psychanalyste français. 

## Biographie
Serge Leclaire naît dans une famille alsacienne juive libérale : son père Henri Leclaire-Liebschutz est un industriel, sa mère est Marcelle Weill. Durant la Seconde Guerre mondiale, sa famille se réfugie dans le centre de la France sous le nom de Leclaire. Serge Liebschutz devenu Leclaire choisit de garder ce nouveau nom après guerre.
Il fait ses études de médecine à Paris, est interne des hôpitaux psychiatriques de la Seine, et soutient en 1957 une thèse  de médecine intitulée « Contributions à l'étude des principes d'une psychothérapie des psychoses ».
Serge Leclaire rejoint ensuite l'hôpital de la Pitié-Salpêtrière, où il est chef de clinique des maladies mentales et de l'encéphale (1960).
Il fait sa formation psychanalytique à Société psychanalytique de Paris et fait une analyse didactique avec Jacques Lacan, dont il est l'élève. En 1953, il participe à la scission au sein de la Société psychanalytique de Paris, et participe à la fondation de la Société française de psychanalyse, dont il est membre associé en 1954, secrétaire de 1957 à 1962, puis président en 1963. Il entretient des liens étroits avec des analystes de la troisième génération française, notamment, Jean Laplanche et Anne-Lise Stern. Il fait partie, durant ces années, avec Wladimir Granoff et François Perrier, du trio surnommé « la Troïka ». Avec François Perrier et Françoise Dolto, il prend le parti de Jacques Lacan en 1964 et suit celui-ci à l'École freudienne de Paris, fondée la même année, tout en restant adhérent direct de l'Association psychanalytique internationale, de 1961 à 1965, tentant alors vainement de faire accepter la Société française de psychanalyse par l'association internationale. Il est d'abord très actif puis, dès 1977, il évoque la perspective de sa dissolution, mais en reste membre jusqu'à la fin, en 1981, tout en se mettant progressivement en retrait des tâches institutionnelles.
Il est chargé de cours à l'École normale supérieure (1965-1968) et maître de conférences à l'université Paris-VIII-Vincennes (1968-1970), où il fonde le premier département de psychanalyse. En 1984-1985, il participe à l'émission Psy Show.
La « Proposition pour une instance ordinale des psychanalystes », publié dans Le Monde, en décembre 1989, cosignée par Serge Leclaire, Lucien Israël, Philippe Girard, Danièle Lévy et Jacques Sédat, plutôt mal accueillie par la communauté psychanalytique, donne lieu à la fondation, le 20 janvier 1990, de l'Association pour une instance tierce des psychanalystes (APUI) dont Serge Leclaire est le président jusqu'à sa mort en 1994. Il publie son dernier livre, Le Pays de l'Autre en 1991.
Il est le psychanalyste de François Roustang et d'Anne Dufourmantelle.

## Activités de recherche et éditoriales

### Le rêve à la licorne
Élisabeth Roudinesco mentionne, comme contribution importante de Leclaire, l'analyse du « rêve à la Licorne », que Leclaire expose lors du rapport de Jean Laplanche et Serge Leclaire présenté au Colloque de Bonneval en 1960 et publié dans Les Temps modernes en 1961 : L'inconscient, une étude psychanalytique (parties III et V du rapport).
C'est dans son premier livre, Psychanalyser, publié en 1968, que Serge Leclaire « témoigne de ce que peut être la clinique lacanienne à partir du signifiant, dans « Le rêve à la licorne » ». Leclaire montre dans « Le rêve à la licorne » comment une chaîne de signifiants détermine un rêve.

### La thérapie des psychoses
Dans son article intitulé « À la recherche d'une psychothérapie des psychoses » paru en 1958 dans la revue L'Évolution psychiatrique, Leclaire évoque le traitement des signifiants par les malades mentaux. Selon lui, pour le paranoïaque, un signifiant peut avoir des signifiés multiples, alors que pour le schizophrène, plusieurs signifiants seraient liés avec un seul signifié. En d'autres termes, le schizophrène aurait trop de signifiants et un défaut de signifiés. Se référant au schéma L de Lacan, il soutient que l'axe a-a' (l'axe de l'imaginaire) manque chez le schizophrène qui serait privé de moi, que la thérapie consisterait à lui donner.

## Publications
- Psychanalyser, Seuil, 1968, rééd. 1975,  (ISBN 2-020-00636-7)
- Démasquer le réel, Seuil, 1971
- On tue un enfant, 1975 (allusion à l'article de Sigmund Freud On bat un enfant), Seuil, 1981,  (ISBN 2-020-05808-1)
- Rompre les charmes, Inter Éditions, 1981
- Le Pays de l'autre, Seuil, 1991
- État des lieux de la psychanalyse, Albin Michel, 1991
- Demeures de l'ailleurs, Arcanes, 1996 (recueil d'articles, séminaires et conférences donnés de 1954 à 1994)
- Écrits pour la psychanalyse, Arcanes, 1996 (recueil d'articles, séminaires et conférences donnés de 1954 à 1994)
- Principes d'une psychothérapie des psychoses  (préf. Elisabeth Roudinesco), Paris, Fayard, coll. « Histoire de la pensée », 1999 (1re éd. 1957), 256 p. (ISBN 9782213604640).
- Œdipe à Vincennes : Séminaire 69  (préf. Elisabeth Roudinesco), Paris, Fayard, coll. « Histoire de la pensée », 1999, 182 p. (ISBN 2-213-60463-0, EAN 9782213604633). (Séminaire donné au département de psychanalyse du centre expérimental universitaire de Vincennes durant le premier semestre de 1969)